# Palais du verre
Pour les articles homonymes, voir Palais de verre.
Le Palais du verre est un bâtiment à vocation judiciaire situé au boulevard Alfred de Fontaine à Charleroi en Belgique. Achevé en 1967, il a été entièrement repensé et rénové de 2006 à 2010 pour héberger le tribunal de l’entreprise du Hainaut, le tribunal du travail et l’auditorat du travail du Hainaut. De même que le Palais de justice de Charleroi, situé en contrebas, il est implanté dans le parc Jacques Depelsenaire, du nom de l’architecte de ces deux bâtiments.

## Histoire
L’édifice initial abritait l’Institut du Verre, consacré à la recherche, ainsi que le musée du Verre qui matérialisaient l’importance de l’industrie verrière au Pays de Charleroi. En 2003, la Régie des bâtiments  confie à l’architecte Jacques Depelsenaire, concepteur de l’Institut du verre, et aux architectes Jean-Pierre Hernalsteens et Philippe Mousset, la tâche de transformer le bâtiment en une extension du Palais de justice qui souffrait d’un déficit chronique de surfaces. La mission des architectes incluait l’aménagement du parc en front du boulevard de Fontaine, ainsi que la création d’un plan d’eau et d’une allée reliant l’entrée au boulevard.
Le chantier a débuté en 2006. Jacques Depelsenaire est décédé le 17 mai 2009, avant que les travaux ne se terminent, le 12 février 2010.

## Architecture - rénovation du bâtiment
Le bâtiment originel a été mis à nu lors de sa déconstruction, seule la structure étant conservée.
Les bureaux sont implantés dans l’aile oblique de cinq étages. Les façades sont recouvertes d’une double peau partiellement en verre destinée à réguler les apports thermiques.
Cet imposant volume aux façades de verre résolument contemporaines, légères et transparentes, est assis en contraste sur un soubassement revêtu de pierre du Hainaut, et encadré aux deux extrémités par un habillage en acier Corten patiné par la rouille, dont la couleur joue avec cet environnement de parc urbain.
L’aile nord, recouverte partiellement d’une toiture végétale, contient quatre salles d’audience de volumes différenciés, ainsi que la salle des pas perdus. Elle est enveloppée de pierres, qui lui confèrent un caractère robuste et solennel, l’impression de légèreté étant préservée par des percées de lumière dans les façades et une imposante toiture métallique en forme d’aile se détachant du volume.
Les matériaux employés, pierre, acier, verre, rappellent symboliquement le passé industriel de la région de Charleroi.

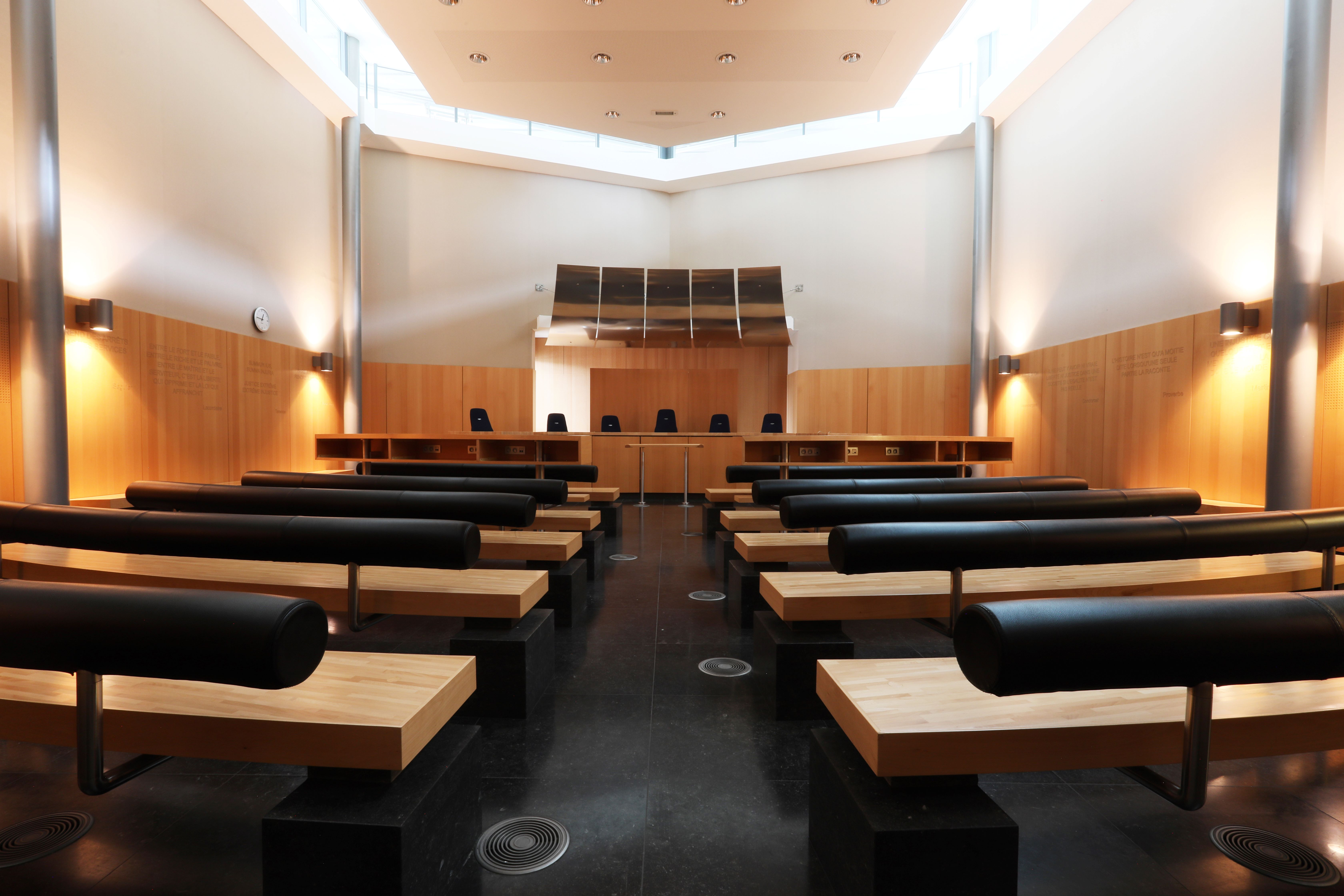
Salle d'audience du tribunal de l'entreprise

Une particulière attention a été réservée aux salles d’audiences; celles-ci sont revêtues jusqu’à mi-hauteur de panneaux en bois de hêtre, percés pour l’acoustique ;  à ces panneaux, les architectes ont intégré des citations ou aphorismes qui se rattachent à l’idée de justice. On notera également l’adoption de l’arrondi dans certaines rangées de bancs, de pupitres ou de volumes de salle d’audience, expression peu utilisée dans les palais de justice en Belgique.
L’auditorium de 150 places, déjà présent dans l’ancienne structure, porte le nom de Paul Verlaine, dont le poème « Charleroi » est sérigraphié dans le hall. Enfin, on relèvera deux autres gestes culturels liés au bâtiment. Au milieu du plan d’eau émerge une sculpture de Jean-François Diord réalisée en hommage au chanoine astrophysicien Georges Lemaître, originaire de Charleroi et auteur de la théorie du Big Bang. Quant à l’allée principale en béton désactivé, elle a résolument été aménagée de manière monumentale et stylisée, au moyen de portiques en acier Corten qui s’échelonnent du boulevard jusqu’au palais et dialoguent avec les hêtres et platanes environnants.